# 2016年のスウェーデン
2016年のスウェーデン （2016ねんのスウェーデン）では、2016年のスウェーデンに関する出来事について記述する。